# Хунген
Хунген (нем. Hungen) — город в Германии, в земле Гессен. Подчинён административному округу Гиссен. Входит в состав района Гиссен. Население составляет 12 666 человек (на 30 июня 2009 года). Занимает площадь 86,75 км². Официальный код — 06 5 31 008.